# Southern Visionary
Southern Visionary est un album de musique microtonale et d'avant-garde  composé, interprété et produit par MonoNeon, publié le 6 janvier 2013. L'album contient vingt pistes faisant intervenir différents musiciens microtonaux sur certaines chansons.Les compositions de l'album déploient un mélange unique, propre à l'artiste, de southern soul et de musique microtonale,,.

## Liste des pistes
Toutes les chansons sont écrites et composées par Dywane Thomas, Jr.
| No  | Titre                                                       | Durée |
| --- | ----------------------------------------------------------- | ----- |
| 1.  | Micro-Orange Mound                                          | 3:22  |
| 2.  | Southern Visionary                                          | 4:16  |
| 3.  | Eddie Kang (with AM radio noise)                            | 4:06  |
| 4.  | Micro-Neon Em'                                              | 4:32  |
| 5.  | Micro-School Walk                                           | 5:18  |
| 6.  | Micro-Johnnay Taylor                                        | 4:06  |
| 7.  | Micro-Staple Sangus                                         | 3:22  |
| 8.  | Micro-Dilettante                                            | 4:46  |
| 9.  | Elleeot Carter                                              | 3:22  |
| 10. | Micro-James Carr                                            | 2:58  |
| 11. | Hannah Hoch Visits Orange Mound (feat. Jake Sherman)        | 2:26  |
| 12. | The Noise Story (feat. Memphis School Kids)                 | 2:42  |
| 13. | Micro-Memphis                                               | 4:36  |
| 14. | Nude Descending a Front Porch (feat. Melle Weijters)        | 2:48  |
| 15. | Neon Dirge                                                  | 3:52  |
| 16. | Nude Descending a Back Porch (feat. Jake Sherman)           | 2:48  |
| 17. | Rene Ma Sugar Grittes (feat. Michael Vick)                  | 6:08  |
| 18. | The Noise Story (feat. Grandma Liz)                         | 4:00  |
| 19. | Der Neon Reiter (feat. Zach Curley)                         | 3:24  |
| 20. | The Noise Story (feat. Chris, Kirby, Junior, & Lil' Curtis) | 6:06  |